# كوزي هيروتا
كوزي هيروتا (باليابانية: 廣田行生؛ بالكانا: ひろた こうせい) هو مؤدي صوت وممثل ياباني، ولد في 12 فبراير 1951 في فوكوكا في اليابان.

## أعمال

### أفلام
- (2011)  سجن الدم[6]

## وصلات خارجية
- كوزي هيروتا على موقع IMDb (الإنجليزية)
- كوزي هيروتا على موقع قاعدة بيانات الفيلم (الإنجليزية)
- كوزي هيروتا على موقع ANN person (الإنجليزية)